# 名寄市役所
名寄市役所（なよろしやくしょ）は、日本の地方公共団体である名寄市の組織が入居する施設及び行政機関。

## 所在地
| 施設名                       | 郵便番号   | 所在地                          | 1階                                             | 2階                | 3階                                                       |
| ---------------------------- | ---------- | ------------------------------- | ----------------------------------------------- | ------------------ | --------------------------------------------------------- |
| 名寄庁舎                     | 〒096-8686 | 北海道名寄市大通南1丁目1番地    | 市民部、選挙管理委員会事務局                    | 健康福祉部、会計室 | 総務部、総合政策部                                        |
| 風連庁舎（旧風連町役場）     | 〒098-0507 | 北海道名寄市風連町西町196番地1  | 経済部、農業委員会事務局                        | 建設水道部         | 監査委員事務局、教育委員会（教育部 学校教育課、指導主事） |
| 智恵文支所（旧智恵文村役場） | 〒098-2181 | 北海道名寄市字智恵文11線北2番地 | 市民係                                          |                    |                                                           |
| 市民文化センター             | 〒096-0023 | 北海道名寄市西13条南4丁目       | 教育委員会（教育部 生涯学習課、体育施設管理課） |                    |                                                           |
| ふうれん地域交流センター     | 〒098-0504 | 北海道名寄市風連町本町63番地    | 教育委員会（教育部 風連生涯学習担当）           |                    |                                                           |

## 沿革
【出典】
- 1902年（明治35年）9月1日 - 上名寄村戸長役場が開庁する。
- 1909年（明治42年）
  - 4月1日 - 多寄村と上名寄村の一部が合併し、多寄村（第一次）が発足する。
  - 12月 - 風連市街地に多寄村役場が開庁する。
- 1915年（大正4年）11月1日 - 上名寄村が名寄町に改称する。
- 1919年（大正8年）7月1日 - 名寄町役場竣工。
- 1920年（大正9年）6月1日 - 下名寄村から智恵文村が分村する。
- 1924年（大正13年）1月1日 - 名寄町から下川村が分村する。
- 1938年（昭和13年）4月 - 多寄村（第一次）が風連村に改称する。上名寄方面が多寄村（第二次）として分村する。
- 1953年（昭和28年）8月1日 - 風連村が町制施行で風連町に改称する。
- 1954年（昭和29年）8月1日 - 智恵文村と名寄町が合併する。
- 1956年（昭和31年）4月1日 - 名寄町が市制施行で名寄市に改称する。
- 1980年（昭和55年）9月 - 風連町役場庁舎が完成する。
- 2006年（平成18年）3月27日 - 名寄市と風連町が合併し、（新）名寄市が発足する。従来の名寄市役所を名寄庁舎、旧風連町役場を風連庁舎として開庁する。

## 組織
※ 組織及び職員数は2018年4月1日現在（名寄市立総合病院は2019年1月1日現在）
- 市長
  - 副市長
    - 総務部（41人）
      - 総務課
      - 企画課
      - 財政課
      - 参事（消防担当）
      - 参事（行政改革・職員・研修担当）
      - 参事（防災・法制・訟務担当）
      - 参事（風連地区地域振興担当）
      - 智恵文支所

    - 市民部（44人）
      - 市民課
      - 地域住民課
      - 税務課
      - 環境生活課
      - 消費生活センター

    - 健康福祉部（87人）
      - 社会福祉課
      - 保健センター
      - 参事（社会福祉協議会担当）
      - こども・高齢者支援室
        - こども未来課
        - 高齢者支援課

      - 参事（地域包括支援・ケアシステム構築担当）
      - 次長（社会福祉事業団）
        - 参事（特別養護老人ホーム）

    - 経済部（36人）
      - 農務課
      - 農業振興センター
      - 参事（農業経営）
      - 耕地林務課
      - 交流推進課
      - 営業戦略室
        - 営業戦略課

    - 建設水道部（52人）
      - 次長
      - 都市整備課
      - 建築課
      - 参事（公営住宅担当）
      - 上下水道室
        - 業務課
        - 工務課
        - 浄水場
        - 下水処理場

    - 会計室（5人）
      - 会計課

    - 参事監（企画）
    - 参事監（衛生処理施設事務組合）
      - 参事

    - 名寄市立大学（105人）
    - 名寄市立総合病院（733人）
    - 名寄市風連国民健康保険診療所（9人）
- 名寄市教育委員会（教育長）
  - 教育部（41人）
    - 学校教育課
    - 生涯学習課
    - 参事（指導主事）
    - スポーツ・合宿推進課
    - 参事（風連生涯学習担当）
    - 名寄市公民館
    - 市民文化センター
    - 智恵文公民館
    - 風連公民館
    - 風連B&G海洋センター
    - 名寄市児童センター
    - 風連児童会館
    - 名寄市青少年センター
    - 名寄市教育相談センター
    - 学校給食センター
    - 名寄市北国博物館
    - なよろ市立天文台
    - 市立名寄図書館
- 名寄市議会事務局（4人）
- 名寄市監査委員事務局（2人）
- 名寄市農業委員会事務局（4人）
- 名寄市選挙管理委員会事務局（1人）
- 名寄市公平委員会
  - 書記